# Рене Касен
Рене Касен (фр. René Samuel Cassin; Бајон, 5. октобар 1887 — Париз, 20. фебруар 1976) био је француски правник познат као коаутор Универзалне декларације о људским правима и добитник Нобелове награде за мир.

## Биографија
Рођен је у Бајону, у Баскији, у француско-јеврејској трговачкој породици, и борио се у Првом светском рату као обичан војник. После рата основао је Федерални савез (фр. Union Fédérale), левичарску, пацифистичку организацију ратних ветерана. Током Другог светског рата радио је за избегличку владу Слободне Француске у Лондону, и од 1944. до 1959. био је члан Државног савета Француске републике. Изабран у комисију Уједињених нација за људска права 1946, саставио је прву верзију Универзалне декларације о људским правима. За свој рад добио је Нобелову награду за мир 1968. Исте године добио је Награду за мир од Генералне скупштине уједињених нација.
Од 1972. године био је инострани члан Српске академије наука и уметности.

## Цитати
"Пошто сам имао привилегију да преживим Први светски рат, дозволите ми да изразим дубоко признање онима који нису имали среће да успеју, али су се суочили са ужасом покушавајући до задњег даха да сачувају мир."